# Escudo de Transilvania

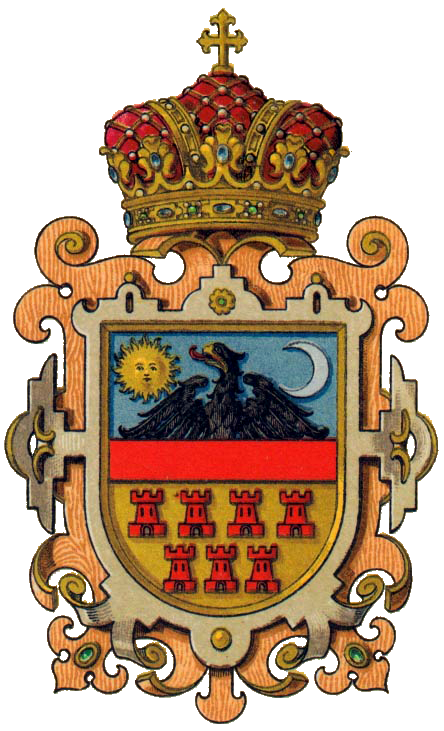
Escudo del Gran Principado de Transilvania.

El escudo tradicional de Transilvania posee la siguiente descripción heráldica o blasonamiento:

“Cortado de un trangle de gules, I) de azur, un águila naciente de sable, picada de oro y lampasada de gules, el águila acompañada, en su diestra de un sol de oro, en su siniestra de un creciente de plata; II) de oro, siete castillos de gules (4,3), mazonados y aclarados de sable y aclarados de gules, de sable en ocasiones”.

- La figura del águila naciente (asomada) de sable (color negro) que está situada en un campo de azur  (color azul), llamada Turul, simboliza a la nobleza de este territorio que fue fundamentalmente de origen magiar. Turul, es un ave legendaria de gran tamaño recogida en relatos míticos húngaros, con un origen probablemente oriental. Simón Kézai, en su obra Crónica húngara (siglo XIII), afirma que la imagen del Turul se empleó en la emblemática húngara desde tiempos de Atila y dejó de utilizarse durante el reinado del príncipe Géza de Hungría (ca. 945-997). El término puede provenir de "togrul" o "turgul" palabra empleada para designar al águila en lengua turca. Según el relato mítico, anterior a la llegada del Cristianismo, el ave Turul, mensajero de los dioses y guardián del orden y del equilibrio en el Universo, vivía en la cima del árbol de la vida. Esta ave velaba por las almas de los recién nacidos, que adoptaban la forma de pequeños pájaros que vivían en la copa del árbol mencionado.[1][2][3]
- El sol y el creciente (luna) son los símbolos del pueblo de los Székely, una etnia de habla húngara asentada en el sudeste de Hungría en torno al siglo VIII. En su mayor parte habitan Transilvania y el País Székely. El creciente es uno de los símbolos más antiguos de la humanidad. Las primeras representaciones de éste junto a la figura del sol ya figuran en sellos acadios elaborados en una fecha cercana al año 2300 antes de Jesucristo.
- Las siete torres de gules (color rojo)  aclaradas de sable  (con una puerta y ventanas de color negro) en un campo de oro (color amarillo o dorado),  representan las siete ciudades fortificadas que fundaron los sajones de Transilvania, etnia germánica que se estableció en Transilvania en el siglo XII. Durante el reinado del rey Géza II de Hungría (1141–1162), se inició la colonización alemana de Transilvania para reforzar las defensas de la frontera situada en el sudeste del Reino de Hungría. El término Transilvania está relacionado con el alemán Siebenbürgen, ”Siete Fortalezas”.
- El trangle de gules (una faja heráldica disminuida) que corta el campo del escudo, fue incorporado al blasón durante el reinado del príncipe de Transilvania Miguel I Apalfi (1632-1690). Aparece por vez primera representada en monedas acuñadas en 1666.

El escudo de Transilvania, tal y como fue diseñado por Levinus Hulsius en 1596.

Uno de los primeros emblemas heráldicos de Transilvania fue el escudo de la ciudad de Sibiu, que se utilizó como símbolo para el conjunto de Tansilvania en uno de sus sellos. La primera versión del escudo propio de Transilvania apareció en el siglo XVI. En el año 1596, el editor y lingüista flamenco Levinus Hulsius diseñó un escudo para la provincia imperial de Transilvania. Consistió en un blasón  cortado  con la figura de un águila naciente en la división superior y siete colinas coronadas con una torre en la parte inferior. Este escudo apareció publicado por vez primera en la obra de este autor "Chronologia", editada  en Nuremberg aquel mismo año.
En el sello que adoptó en 1597 el príncipe de Transilvania Segismundo Bathory, incorporó el escudo diseñado por Hulsius con algunos cambios: la figura del águila aparecía flanqueada por el sol y la luna y en la parte inferior únicamente se reprodujeron siete torres.
En 1659 las armas de Transilvania fueron adoptadas oficialmente por su Dieta, que contaba con representantes de católicos, calvinistas, luteranos y unitarios. Los ortodoxos rumanos, aunque tolerados, no contaban con representantes en aquella asamblea.
En 1765 la emperatriz María Teresa concedió una nueva corona al Gran Principado de Transilvania, que se incluyó en el timbre del escudo, y dos tenantes con forma de mujer que simbolizaban la abundancia y la justicia. Las figuras de los tenantes fueron retiradas en 1848, cuando Transilvania quedó integrada en el Reino de Hungría. En 1867 el escudo de Transilvania se introdujo en las armas de las Tierras de la Corona de San Esteban. 
Actualmente el escudo de Transilvania no tiene carácter oficial, sin embargo figura en el cuarto cuartel del escudo de Rumanía.